# バイトのコーメイくん
『バイトのコーメイくん』は、カレー沢薫による日本の漫画作品。講談社の漫画雑誌『月刊モーニングtwo』にて2012年12月号より2015年4月号まで連載された。

## 作品概要
劉備や諸葛亮（コーメイ）をはじめとする三国志の人物が現代日本によみがえったという設定の漫画。山口県の田舎町・「三国市(架空の地名)」を舞台とし、劉備・曹操・孫権を店主とするコンビニエンスストアの抗争を描いたギャグ漫画でもある。

## 登場人物
各人物の記述の冒頭に特記のない場合、その人物は人間である。

### SHOCKの関係者
劉備（りゅうび）
牛。松阪牛の血が流れているらしいが、見た目は乳牛。中国地方のローカルコンビニ・「SHOCK」三国市店を経営する。第1話の1か月前、酒屋からコンビニに業種替えしていたが、コーメイを雇うまで1人で切り盛りしていた。お人好しで無欲。孫権の紹介により、彼の妹である孫尚香と婚約する。なぜか首が着脱式で、呂布に頻繁に首をはねられている。
コーメイ（本名・諸葛亮＝しょかつ りょう）
大学生。劉備が雇ったSHOCKのバイト店員。採用されるまで100件もの面接に落ちた。好きなデザイナーズブランドの服を買うためにバイトしている。房中術学園（後述）卒でありながら、極度の草食系。ただし、思いを寄せる月英に対してはストーカーまがいの行動をとるといった一面もある。誰に対しても敬語で話す（ただし、時折暴言を吐くことがある）。登場人物中唯一、史実での字（あざな）で呼ばれる。
趙雲（ちょううん）
コーメイより後に採用されたバイト店員。高校生で、重度の中二病で、500万円の名槍「竜胆」を買うためにバイトしている。また、中学時代のルールを高校まで持ち込むタイプである。時折コーメイを「お兄ちゃん」と呼ぶ。
馬超（ばちょう）
馬。SHOCKの本社営業担当。首が長いため、SHOCKの自動ドアによく首を挟む。出番は少ないが、足が速く、たまに三国市まで情報を知らせにくる。
責癖 悶子（せきへき もんこ）
SHOCKのフライドチキン「赤壁ぢどり」のイメージキャラクター。劉備が知り合いの絵師・壇鬼蜜に依頼して制作してもらった。鶏のトサカのついた全身タイツに猿轡・亀甲縛りという姿で未亡人風の女性である。

### GIGIGIの関係者
曹操（そうそう）
クロヒョウ。大手コンビニチェーン・「GIGIGI」の領土拡大担当。コンビニの少ない三国市を制覇するために東京から派遣され、GIGIGIの三国市店をSHOCKの隣に建て、同店の店長を務める。尊大な性格だが、円らな瞳での営業スマイルは多店関係者を惑わせるほど愛らしい。都会生まれ、都会育ち。
司馬懿（しばい）
曹操の部下。GIGIGI領土拡大担当兼三国市店店員。曹操を愛しているが、常軌を逸した愛情表現から曹操からはひかれている。本人いわく、同性愛ではなく、愛に性別を考慮しない主義である。「アヘ顔ダブルピース」をよくする。大手企業のエリート社員であったが、偶然入ったGIGIGIで曹操を見た翌日にその会社を退職している。都会育ちを自称するが、実は（限りなく都内に近いらしい）埼玉県出身。
許褚（きょちょ）
GIGIGIのバイト店員。極度の女性恐怖症で、女性を見るとすぐに嘔吐してしまう。女性恐怖症を克服するためにバイトを始めたが、しょっちゅう嘔吐し続けている。極度の肥満体型であるが、嘔吐しすぎると痩せてしまい、そのたびに異常な量の食事を摂取する。上司・先輩である曹操・司馬懿に呼び捨て・ため口で話すが、それをとがめられている描写はない。

### GOGOの関係者
孫権（そんけん）
虎。SHOCKの、GIGIGIと反対隣りに建てられたコンビニ「GOGO」の店長。向こう見ずな性格で、コンビニ経営も勢いで始めた。家族でコンビニを経営する。
周瑜（しゅうゆ）
GOGOの店員で、孫権の義理の妹。女子高生。ツンデレな性格の美少女。周瑜は史実では男性だが、小喬ともども性別が逆転している。孫権に対しては厳しく、地中に埋めるなどの厳罰を行う。
大喬（だいきょう）
GOGOの店員で、孫権の兄嫁にあたる。孫策は死去しており、未亡人。非常に色っぽい。おっとりとした性格で、風俗店のスカウトなどの怪しい話にすぐ乗っかろうとしてしまう。
小喬（しょうきょう）
GOGOの店員で、大喬の弟。大柄な男。肥満体型に見えるが、マッチョである。周瑜とは恋仲らしき関係であるが、周瑜からは冷たくされている（ツンデレ）。小喬は史実では女性だが、周瑜と同様に性別が逆になっている。
孫策（そんさく）
孫権の兄で大喬の夫。故人。典型的な好きな子をいじめてしまうタイプで、毎年お盆にこの世に現れては大喬をののしって帰っていく。最期はトラックに轢かれて死んだ。
孫堅（そんけん）
孫権・孫策・尚香の父。故人。破天荒な人物で、虎（孫権・孫策の母）と竜（尚香の母）を妻にした。最期は頭上から岩を落とされて死んだ。

### 貂蝉・呂布の関係者
貂蝉（ちょうせん）
コーメイの高校時代の同級生。卒業後、董卓の愛人となった。史実では傾国の美女だが、本作品では肥満体型でブスという設定だが、なぜかモテる。変顔が得意、と本人は思っているが素顔自体にインパクトがあり、アップで登場し、コーメイたちを動揺させることがある。
呂布（りょふ）
董卓のボディーガードで元ヤクザ。26歳。マーダーライセンスを所持。人を殺しすぎており、追手が絶えない。SHOCKの駐車場で追手を皆殺しにするなど、現在でも殺人をちゅうちょなく行うが、その分野菜しか食べないようにしているらしい。貂蝉に好意を抱いているらしく、董卓に疎まれている。眼鏡にはこだわりがあり、同じく眼鏡をかけている月英と張り合うことも。
董卓（とうたく）
熊。大地主で権力者。貂蝉がブスであるため、本作では「貂蝉よりかわいい」と言われている。貂蝉と仲の良いボディーガードの呂布を邪魔に思っている。貂蝉と呂布の2名のみが登場することが多く、一時期、影が薄かった。
丁原（ていげん）
アルパカ。ヤクザで、丁原組の組長。丁原組はヤクザでありながら、非常に朗らかな環境であるため、それに不満を抱いた呂布に首を絞められる。当初は殺されたことになっていたが、首が砂時計のようになりながら健在であることが分かった。

### その他の人物
月英（げつえい）
SHOCKの常連客で、コーメイの思い人。近所の文房具会社に勤めるOLで、経理部所属、26歳、身長162センチ、11月29日生まれ、血液型A型。以上の情報はコーメイの調査により明らかになった。チキンが大好物で、むしろチキン以外のことには無関心である。史実では「孔明の嫁選び」のエピソードで知られる容姿の良くない女性で、本作でも容姿がよくないが、瓶底メガネの下は「イケメン」である。
張春華（ちょうしゅんか）
月英の後輩。月英をお姉さまと慕うが、月英からは迷惑がられている。前髪で顔に影がかかり、目が描かれていない。司馬懿に一目ぼれする。
孫尚香（そんしょうこう）
竜(神竜)。劉備の婚約者。見た目は「伝説上の生き物」そのものであるが、女子中学生で、髪を三つ編みにし、手にシュシュを巻き、サロンでネイルを磨くなど、少女らしい一面を併せ持つ。劉備との仲は良好で一緒にデートする仲。声は出さず、心に直接語り掛けて意思疎通をする。怒ると炎を吐く。呼び出すには世界中に散らばった7つの玉を集めるか、携帯メールが必要とされたが、劉備のもとを自ら訪れることが多い。初登場時は、孫権の異母妹であると語られたが、後に、「20XX年、逢魔が時に雲を裂き雷鳴とともに爆誕」という生い立ちが語られた。
鄒子学園長（すうし がくえんちょう）
コーメイの母校である「私立房中術学園」の理事長。2巻現在、本人の登場はない。
なお、房中術学園はコーメイが入学した年に共学化された学校で、傾国の美女を輩出、お子様の不健全な肉体づくりを支援、就職先は権力者の側室が多数、という恐ろしい学校である。ちなみにコーメイはヒモ学科卒である。
甄姫（しんき）
コーメイの高校時代の同級生。卒業後、袁家に嫁いだ。幼児体型で、小学生くらいにしか見えない。ドSで、袁煕以外の人物にも暴言を吐く。
袁煕（えんき）
甄姫の夫で、名門・袁家の当主。ロリコンで、幼稚園のスモックや小学校の体操服を着せようと甄姫を追いかける変態。甄姫からはよく足で踏まれている。
華佗ミキヤ（かだ ミキヤ）
犬(シーズー)。三国市で美容外科クリニックを開院した著名なカリスマ美容外科医。父親は有名なパティシエで、親子で有名である。オスであるがオネエ口調で話す（ただし、たまに男口調で毒舌を吐く）。
黄忠ばあちゃん（こうちゅうばあちゃん）
町でケーキ屋を営む老婆。史実では男性だが、本作ではコーメイ曰く「ジジイだかババアだか分からなくなってるババア」。ただし、のちに華佗による美容整形で劇的な若返りを果たしている。その過酷な手術に耐える体力は華佗を感心させた。

## 単行本
- カレー沢薫 『バイトのコーメイくん』 講談社〈モーニングKC〉、全3巻
  1. 2013年11月22日初刷発行（同日発売）、ISBN 978-4-06-387253-8
  2. 2014年6月23日初刷発行（同日発売）、ISBN 978-4-06-388336-7
  3. 2015年4月23日初刷発行（同日発売）、ISBN 978-4-06-388456-2